# Arturo Murillo
Arturo Carlos Murillo Prijic (Cochabamba, 27 de diciembre de 1963) es un empresario y político boliviano que ocupó el cargo de ministro de Gobierno de Bolivia por un lapso de tiempo de un año desde el 13 de noviembre de 2019 hasta el 6 de noviembre de 2020 durante el gobierno de la presidenta Jeanine Áñez Chávez. Durante su carrera política, Arturo Murillo se desempeñó como diputado nacional plurinominal de Bolivia desde 2006 hasta 2010 y como senador desde 2015 hasta 2019, en ambos casos en representación del departamento de Cochabamba.
En noviembre de 2020 huyó de Bolivia acusado de delitos de corrupción, abuso de poder, aceptar y dar sobornos, lavado de dinero entre otros. En mayo de 2021 fue detenido por el FBI en Estados Unidos por los mismos cargos y fue condenado a 5 años y 11 meses de cárcel en enero de 2023.

## Biografía
Arturo Murillo nació el 27 de diciembre de 1963 en Cercado, Cochabamba.
Obtuvo el grado de bachiller en el CEMA - Centro de Educación Media Acelerada, una institución educativa destinada a personas adultas que no pudieron concluir sus estudios secundarios. No realizó estudios universitarios.
En su actividad laboral, se orientó al sector hotelero y turístico. Presidió la Asociación Hotelera del Trópico (ASHTROPIC) de Cochabamba e integró la Federación de Entidades Empresariales Privadas de Cochabamba (FEPC).

## Carrera política
Arturo Murillo inició su actividad política en 2005, a partir de su adhesión al Frente de Unidad Nacional (UN), creado dos años antes por Samuel Doria Medina. Mantuvo una postura de decidida oposición a Evo Morales y sus políticas.

### Diputado (2006-2010)
En las elecciones nacionales de 2005, Arturo Murillo accedió a la legislatura en representación de UN, que obtuvo una única banca en el distrito Cochabamba.

### Elecciones subnacionales de 2010
Durante el 2009, Murillo fue subjefe de la campaña presidencial de la fórmula Samuel Doria Medina-Gabriel Helbing, quienes obtuvieron el 5.65% de los votos.
Con vistas a las elecciones municipales de 2010, Murillo logró el apoyo de la diputada de Poder Democrático Social (Podemos), Ninoska Lazarte, que también intentaba postularse para la alcaldía del Municipio del Cercado, a fin de evitar la dispersión de votos. Los primeros resultados electorales ubicaron a Arturo Murillo en segundo lugar con el 37.9% de los votos, perdiendo de esa manera por un estrecho margen frente a su principal competidor Edwin Castellanos del Movimiento al Socialsimo (MAS-IPSP) quien quedó en primer lugar al obtener el apoyo del 40.2% del electorado.
Luego de su derrota en las elecciones subnacionales, Samuel Doria Medina nombró a Murillo como el vocero de Unidad Nacional (UN).

### Senador (2015-2019)
El año 2015, Arturo Murillo decide volver a la política, postulando esta vez al cargo de senador por el Departamento de Cochabamba en representación de la alianza política Unidad Demócrata (UD). Logró ganar en los comicios, accediendo al curul parlamentario el 22 de enero de 2015.
El 30 de noviembre de 2018, Arturo Murillo anunciaba a la prensa de todo el país, que dejaba oficialmente de pertecer a Unidad Nacional (UN), esto debido a fuertes desacuerdos con el gran empresario y jefe de partido Samuel Doria Medina, quien había decidido romper la alianza existente entre UN con el Movimiento Social Demócrata (MSD) de Rubén Costas Aguilera.

#### Quema del Hotel de Villa Tunari
Durante los graves conflictos de octubre y noviembre de 2019 que derivaron en la renuncia del Presidente de Bolivia Evo Morales, los pobladores del municipio de Villa Tunari se organizaron y durante la noche del 11 de noviembre ingresaron a saquear e incendiar el «Hotel Victoria Resort» (de propiedad de Arturo Murillo, que todavía aún se desempeñaba como senador). La familia de Murillo (su hermana y dos niños) que en ese momento, se encontraban en el lugar, lograron escapar de las manos de los cocaleros para internarse adentro del monte en plena selva, resguardando de esa manera sus propias vidas y evitando ser alcanzados por los cocaleros cochabambinos, que todavía aún no aceptaban la renuncia de Evo Morales. Minutos después de haber sido posesionado ya como ministro de gobierno el 13 de noviembre, Arturo Murillo ordenó inmediatamente a la policía boliviana rescatar a sus familiares que aún estaban con un paradero desconocido pues durante la noche de su fuga se habían perdido en pleno monte y a la vez, Murillo también lamentó que hayan quedado «en cenizas veinte años de duro trabajo» (refiriéndose a su hotel) cuando en el año 1999 decidió invertir en el turismo de la Región del Chapare Cochabambino.

### Ministro de Gobierno de Bolivia (2019-2020)
En noviembre de 2019 fue posesionado como ministro de Gobierno en gobierno interino.
En marzo de 2020 la Asamblea Legislativa Plurinacional convocó a los ministros Arturo Murillo y Fernando López. En el caso de Murillo, la interpelación se refería a los conflictos que dieron lugar a las masacres de Sacaba y Senkata y a los actos de violencia en Yapacaní y Montero. Murillo no concurrió a la convocatoria y en septiembre la Comisión Mixta de la Asamblea Legislativa Plurinacional (ALP) impulsó el procesamiento penal por el delito de "incumplimiento de deberes".
En octubre de 2020, nuevamente la Asamblea citó al ministro Murillo a fin de que respondiera sobre el denominado "caso gases lacrimógenos". El ministro no concurrió a la convocatoria, por lo que, en cumplimiento en el artículo 158 de la Constitución, la Asamblea lo censuró, medida que normalmente implica su inmediata destitución. 

El 19 de octubre la presidenta Jeanine Áñez decretó el cese de Murillo, pero dos días después lo restituyó en su cargo. Arturo Murillo renunció a su cargo el 5 de noviembre de 2020.

## Causas judiciales, críticas y controversias
En 2011 el Ministerio de Justicia y de Transparencia Institucional de Bolivia denunció a Arturo Murillo por la presunta falsificación de su libreta militar, maniobra que le habría permitido postularse para ocupar cargos públicos. La investigación reveló que Murillo había utilizado documentos falsificados a fin de ejercer el cargo de Diputado Nacional en el periodo legislativo 2006-2011 y más adelante para postularse como candidato a alcalde municipal de Cochabamba. Fue sentenciado a dos años de prisión por el delito de uso de instrumento falsificado.
En noviembre de 2019, en el marco de su asunción como ministro de Gobierno de Jeanine Áñez, Murillo amenazó públicamente con comenzar "la cacería" de seguidores y personas cercanas al expresidente Morales y su exvicepresidente García Linera. En su amenaza, incluyó a presuntos guerrilleros cubanos y venezolanos. Poco después, amenazó a los miembros de una delegación argentina, que habían viajado a Bolivia para interiorizarse acerca de las denuncias por graves violaciones de los derechos humanos.
Murillo reiteró su actitud de amenaza y amedrentamiento en varias ocasiones. En agosto de 2020, ante las protestas por las reiteradas postergaciones del llamado a elecciones, amenazó con "meter bala" a los manifestantes. En octubre del mismo año, en el marco del proceso de las elecciones generales y ante la llegada de los observadores internacionales, amenazó con encarcelar o expulsar de Bolivia a quienes, en su opinión, fueran causantes de generar violencia. Sobre los veedores españoles afirmó “son de izquierda y la mayoría son agitadores".
En junio de 2020 comenzó la investigación judicial por el pago de sobreprecios en la adquisición de material antidisturbios destinado a la policía boliviana, —con un perjuicio para el estado de alrededor de USD 2 millones—, en la que estaban involucrados Arturo Murillo y su par el ministro de Defensa Luis Fernando López.
El 6 de noviembre de 2020 la Fiscalía Departamental de La Paz activó la alerta migratoria, mecanismo que se utiliza para impedir que una persona investigada salga del país. Días después, la Fiscalía ordenó su detención sobre la base de la existencia de "elementos de convicción suficientes" sobre la comisión de delitos, así como riesgo de fuga o de obstrucción de las investigaciones. El 17 de noviembre se confirmó que Murillo había abandonado el país el 8 de noviembre y se había trasladado a Panamá. Días después, la Organización Internacional de Policía Criminal (Interpol) activó la búsqueda internacional de Arturo Murillo.

### Encarcelamiento en Miami (2021-2025)
El 26 de mayo de 2021 el Departamento de Justicia de los Estados Unidos anunció la detención del exministro Arturo Murillo junto con otras personas, sucedida días antes, bajo la acusación de recibir sobornos pagados por una empresa estadounidense sobornos de una empresa estadounidense para un contrato de compra de gases lacrimógenos y por personas para obtener un contrato con el gobierno boliviano, y luego utilizar el sistema financiero de los EE. UU. para lavar esos sobornos”. Estos sobornos estaban vinculados con la compra de gases lacrimógenos durante el Gobierno de Jeanine Añez, siendo condenado a 5 años y 10 meses de cárcel por el gobierno estadounidense.